# Franz Georg Severus Weckbecker
Franz Georg Severus Weckbecker (auch Wekbeker; * 2. Juli 1775 in Münstermaifeld; † 6. März 1862 ebenda) war Gutsbesitzer und Kaufmann.

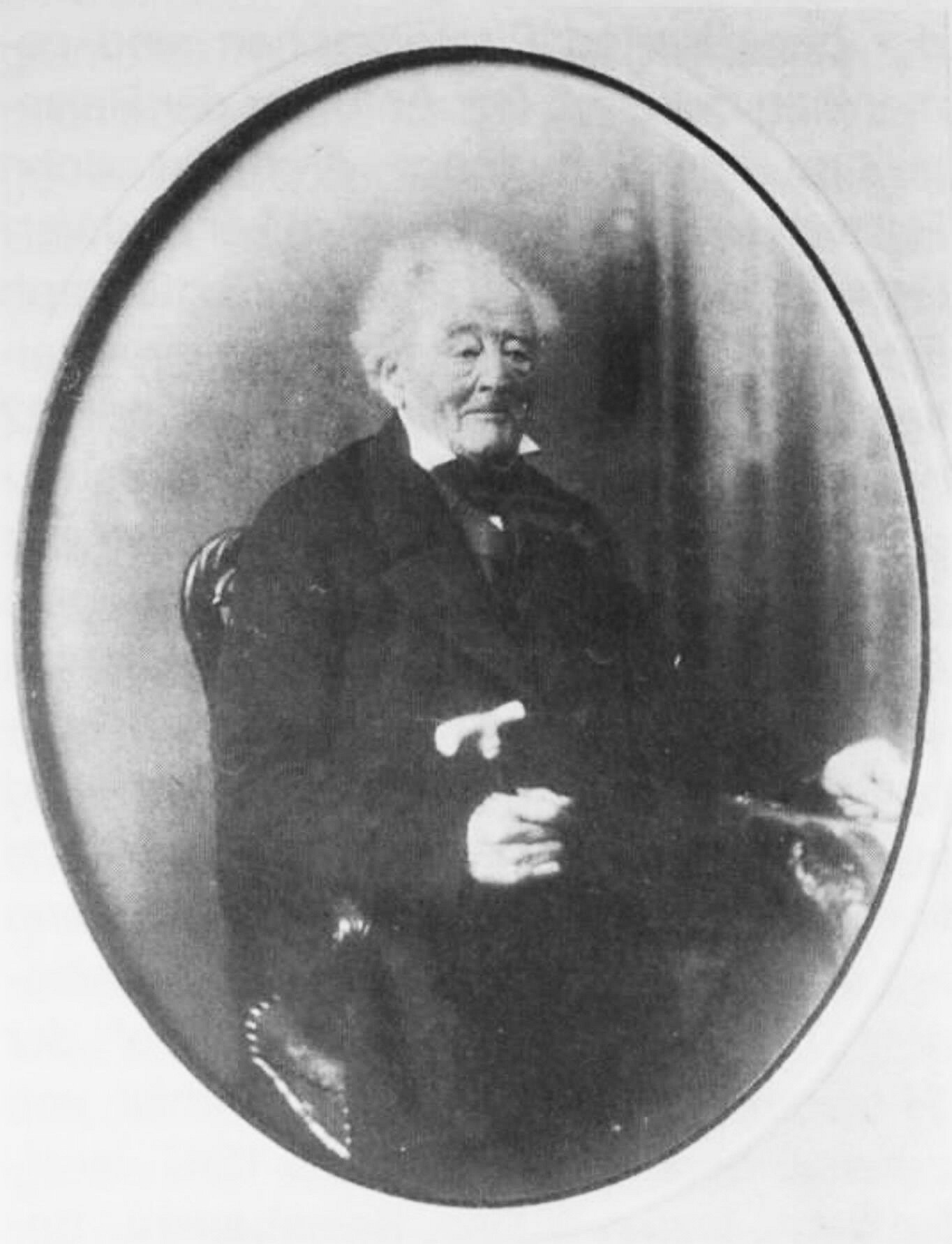
Franz Georg Severus Weckbecker. Photographie von Heinrich Thomas, Koblenz um 1860

## Leben
Franz Georg Severus Weckbecker war zweitjüngstes von 5 Kindern. Er wurde in der Franzosenzeit im Mosel-Eifel-Raum auch Moselkönig genannt und war Kaufmann und Rittergutsbesitzer.
Die Familie Weckbecker war seit mehreren Generationen als Pächter des Hofgutes der Grafen und späteren Fürsten von der Leyen in einem Hofgut bei Münstermaifeld ansässig. Nach dem Tod seines Vaters Johann fiel die Verwaltung des Hofgutes an seinen Bruder Jakob, so dass für ihn nichts anderes übrig blieb, als bei dem älteren Bruder Knechtedienste zu leisten. In der Französischen Revolution gelang es ihm seine Kontakte für seine erfolgreiche Immobiliengeschäfte zunutze zu machen und großen Reichtum zu erwirtschaften. Die Familie F. G. Weckbecker hatte glänzende Verbindungen nach Frankreich, zum Großbürgertum und Adel im Rheinland und nutze diese nicht zuletzt für politische Arbeit des Sohnes Peter.
Als 1823 der heutige Friedhof in Münstermaifeld als Ersatz für die Begräbnisstätte bei der ehemaligen Kirche St. Peter angelegt wurde, hatte er der Stadt ein Grundstück geschenkt. Weckbecker erhielt dafür eine Parzelle direkt am Eingang. Dort wurden in der Liste der Kulturdenkmäler in Münstermaifeld aufgeführte Grabsteine durch die Familie selbst errichtet. Planer der Anlage war Vincenz Statz.
Der Vater war Johann Weckbecker (* 16. Dezember 1737 in Münstermaifeld; † 13. Juni 1790 ebenda), seine Mutter Anna Gertrud Albrecht (* 1744 in Ochtendung; † 1834 in Münstermaifeld).
Aus erster Ehe (I ⚭ 19. August 1806) mit Ursula Sophie Eggner (* 1786; † 24. Januar 1822 in Münstermaifeld) gingen 4 Kinder hervor, darunter Peter Weckbecker. Ursula Sophie Eggner war die einzige Tochter des Stadtschultheißen von Zell. Mit den Politikern August Reichensperger und Peter Reichensperger, der sein Schwager wurde, verband Weckbecker eine lebenslange Freundschaft.
Nach dem Tod seiner ersten Frau, heiratete er am 21. August 1822 die Hyacinthe von Heddesdorf (* 21. Dezember 1798 in Differdingen; † 22. Januar 1858 in Münstermaifeld).